# Берёзовое (озеро, Уфа)
Берёзовое — озеро в Ленинском районе Уфы (Башкортостан, Россия).
Площадь озера 0,36 км². Расположено в левобережной пойме реки Белой, на высоте 86,5 м над уровнем моря.
Из озера берёт начало ручей Верхний Исток (бассейн Белой). На восточном берегу озера расположена деревня Некрасово. К юго-западу от озера находится озеро Духовое, с северо-запада — озеро Ольховое.
Берега озера низменные; западный болотистый, поросший редколесьем, кустарником и лиственным лесом (дуб, осина); восточный поросший луговой растительностью.
Берёзовое озеро упоминается в связи с земельными спорами уфимских дворян в начале XVII века в документах Уфимской приказной избы.
В озере водится ёрш, карась, плотва.

## Данные водного реестра
По данным государственного водного реестра России относится к Камскому бассейновому округу, водохозяйственный участок реки — Белая от города Уфа до города Бирск, речной подбассейн реки — Белая. Речной бассейн реки — Кама.
Код объекта в государственном водном реестре — 10010201511111100005715.